# Leichtathletik-Weltmeisterschaften 2009/Teilnehmer (Belarus)
| Gelbes Symbol für Goldmedaillen mit stilisierten Olympischen Ringen | Graues Symbol für Silbermedaillen mit stilisierten Olympischen Ringen | Braundes Symbol für Bronzemedaillen mit stilisierten Olympischen Ringen |
| ------------------------------------------------------------------- | --------------------------------------------------------------------- | ----------------------------------------------------------------------- |
| —                                                                   | —                                                                     | —                                                                       |

Der belarussische Leichtathletik-Verband stellte 26 Athleten bei den Leichtathletik-Weltmeisterschaften 2009 in Berlin.

## Ergebnisse

### Männer

#### Laufdisziplinen
| Athlet               | Disziplin    | Vorlauf | Vorlauf | Halbfinale | Halbfinale | Finale             | Finale             |
| Athlet               | Disziplin    | Zeit    | Platz   | Zeit       | Platz      | Zeit               | Platz              |
| -------------------- | ------------ | ------- | ------- | ---------- | ---------- | ------------------ | ------------------ |
| Maksim Lynscha       | 110 m Hürden | 13,61 s | 18      | 13,46 s PB | 14         | nicht qualifiziert | nicht qualifiziert |
| Dsjanis Simanowitsch | 20 km Gehen  |         |         |            |            | 1:23:36 h          | 21                 |

#### Sprung/Wurf
| Athlet               | Disziplin   | Qualifikation | Qualifikation | Finale             | Finale             |
| Athlet               | Disziplin   | Weite/Höhe    | Platz         | Weite/Höhe         | Platz              |
| -------------------- | ----------- | ------------- | ------------- | ------------------ | ------------------ |
| Arzjom Sajzau        | Hochsprung  | 2,15 m        | 28            | nicht qualifiziert | nicht qualifiziert |
| Dsmitryj Dziatsuk    | Dreisprung  | 16,58 m       | 23            | nicht qualifiziert | nicht qualifiziert |
| Jury Bjalou          | Kugelstoßen | 19,75 m       | 20            | nicht qualifiziert | nicht qualifiziert |
| Pawel Lyschyn        | Kugelstoßen | 20,72 m       | 2             | 20,98 m PB         | 6                  |
| Andrej Michnewitsch1 | Kugelstoßen | 20,65 m       | 3             | 20,74 m            | 8                  |
| Pavel Krywizki       | Hammerwurf  | 77,85 m       | 3             | m                  |                    |
| Dsmitryj Schako      | Hammerwurf  | 71,80 m       | 25            | nicht qualifiziert | nicht qualifiziert |
| Juryj Schajunou      | Hammerwurf  | 71,37 m       | 26            | nicht qualifiziert | nicht qualifiziert |
| Aljaksandr Aschomka  | Speerwurf   | 76,85 m       | 25            | nicht qualifiziert | nicht qualifiziert |

1 nachträglich des Dopingvergehens überführt

#### Zehnkampf
| Athlet              | Disziplin | 100 m      | Weit- sprung | Kugel- stoßen | Hoch- sprung | 400 m      | 110 m Hürden | Diskus- wurf | Stabhoch- sprung | Speer- wurf | 1500 m      | Punkte | Platz |
| ------------------- | --------- | ---------- | ------------ | ------------- | ------------ | ---------- | ------------ | ------------ | ---------------- | ----------- | ----------- | ------ | ----- |
| Andrej Krautschanka | Ergebnis  | 11,18 s SB | 7,62 m SB    | 13,96 m SB    | 2,11 m SB    | 48,77 s SB | 14,13 s SB   | 42,24 m      | 4,90 m           | 60,71 m     | 4:37,77 min | 8281   | 10    |
| Andrej Krautschanka | Punkte    | 821        | 965          | 726           | 906          | 872        | 958          | 710          | 880              | 749         | 694         | 8281   | 10    |

### Frauen

#### Laufdisziplinen
| Athletin                                                            | Disziplin   | Vorlauf | Vorlauf | Viertelfinale | Viertelfinale | Halbfinale         | Halbfinale         | Finale             | Finale             |
| Athletin                                                            | Disziplin   | Zeit    | Platz   | Zeit          | Platz         | Zeit               | Platz              | Zeit               | Platz              |
| ------------------------------------------------------------------- | ----------- | ------- | ------- | ------------- | ------------- | ------------------ | ------------------ | ------------------ | ------------------ |
| Julija Neszjarenka                                                  | 100 m       | DNS     | DNS     | –             | –             | –                  | –                  | –                  | –                  |
| Alena Kijewitsch                                                    | 200 m       | 23,59 s | 30      |               |               | nicht qualifiziert | nicht qualifiziert | nicht qualifiziert | nicht qualifiziert |
| Sniazhana Yurchanka                                                 | 20 km Gehen |         |         |               |               |                    |                    | 1:34:57 h          | 15                 |
| Hanna Bahdanovich Aksana Drahun Alena Kijewitsch Julija Neszjarenka | 4 × 100 m   | 44,12 s | 13      |               |               |                    |                    | nicht qualifiziert | nicht qualifiziert |

#### Sprung/Wurf
| Athletin              | Disziplin   | Qualifikation | Qualifikation | Finale             | Finale             |
| Athletin              | Disziplin   | Weite/Höhe    | Platz         | Weite/Höhe         | Platz              |
| --------------------- | ----------- | ------------- | ------------- | ------------------ | ------------------ |
| Nastassja Mirontschyk | Weitsprung  | 6,55 m        | 9             | 6,29 m             | 11                 |
| Natallja Michnewitsch | Kugelstoßen | 19,12 m       | 3             | 19,66 m            | 4                  |
| Iryna Jattschanka     | Diskuswurf  | NMW           | NMW           | –                  | –                  |
| Elina Swerawa         | Diskuswurf  | NMW           | NMW           | –                  | –                  |
| Aksana Mjankowa       | Hammerwurf  | 69,58 m       | 13            | nicht qualifiziert | nicht qualifiziert |
| Darja Ptschelnik      | Hammerwurf  | 69,30 m       | 15            | nicht qualifiziert | nicht qualifiziert |
| Maryna Nowik          | Speerwurf   | 56,44 m       | 21            | nicht qualifiziert | nicht qualifiziert |